# My Mind & Me
«My Mind & Me» —en español: «Mi mente y yo»— es una canción interpretada por la cantante estadounidense Selena Gomez. Fue lanzada el 3 de noviembre de 2022 por Interscope Records como sencillo para el documental del mismo nombre. Compuesta por Gomez, Amy Allen, Jonathan Bellion, Michael Pollack, Stefan y Jordan K. Johnson y la producción a cargo de The Monsters & Strangerz, la canción se basó en sus experiencias personales ligadas a sus problemas de salud mental como la ansiedad, depresión y el trastorno bipolar.

## Posicionamiento en listas
| Lista y país                                | Mejor posición |
| ------------------------------------------- | -------------- |
| Australia (ARIA)                            | 98             |
| Canadá (Canadian Hot 100)                   | 63             |
| Global 200 (Billboard)                      | 80             |
| Grecia (IFPI)                               | 81             |
| Hungría (Single Top 40)                     | 18             |
| Irlanda (IRMA)                              | 50             |
| Japón (Billboard Japan)                     | 19             |
| Nueva Zelanda (RMNZ)                        | 13             |
| Portugal (AFP)                              | 108            |
| Corea del Sur (Circle)                      | 156            |
| Corea del Sur South Korea Download (Circle) | 190            |
| Suecia (Sverigetopplistan)                  | 76             |
| Suiza (Schweizer Hitparade)                 | 61             |
| Reino Unido (UK Singles Chart)              | 78             |
| Estados Unidos (Billboard Hot 100)          | 83             |
| Estados Unidos (Mainstream Top 40)          | 25             |

## Premios y nominaciones
| Año  | Premio                               | Categoría                               | Resultado | Ref(s) |
| ---- | ------------------------------------ | --------------------------------------- | --------- | ------ |
| 2022 | 13th Hollywood Music in Media Awards | Mejor canción original en un documental | Nominado  | [ 17 ] |
| 2022 | Variety Hitmakers                    | Canción cinematográfica del año         | Ganador   | [ 18 ] |

## Historial de lanzamiento
| Región | Fecha                  | Formato                     | Discográfica       | Ref.   |
| ------ | ---------------------- | --------------------------- | ------------------ | ------ |
| Varios | 3 de noviembre de 2022 | Descarga digital, streaming | Interscope Records | [ 19 ] |